# Pańska Góra (Karkonosze)
Pańska Góra (niem. Herrenberg, 756 m n.p.m.) – szczyt w Karkonoszach, w obrębie Lasockiego Grzbietu.
Pańska Góra położona jest w środkowej części Lasockiego Grzbietu, w bocznym ramieniu, odchodzącym ku północnemu wschodowi od Kopiny, na południowy zachód od Jarkowic i na północny zachód od Opawy.
Północne zbocza opadają stromo do doliny Srebrnika, południowe opadają łagodnie w stronę Opawy. Na południowym zachodzie łączy się z Owczarką, natomiast na wschodzie znajdują się najdalej na wschód wysunięte wzniesienia Lasockiego Grzbietu - Tylna Góra, Książęca Kostka i Przednia.
Zbudowana ze skał metamorficznych wschodniej osłony granitu karkonoskiego – głównie z gnejsów i amfibolitów. Na południowo-zachodnim zboczu Pańskiej Góry sterczą skałki noszące nazwę Kolebki zbudowane z dolnokarbońskich zlepieńców.

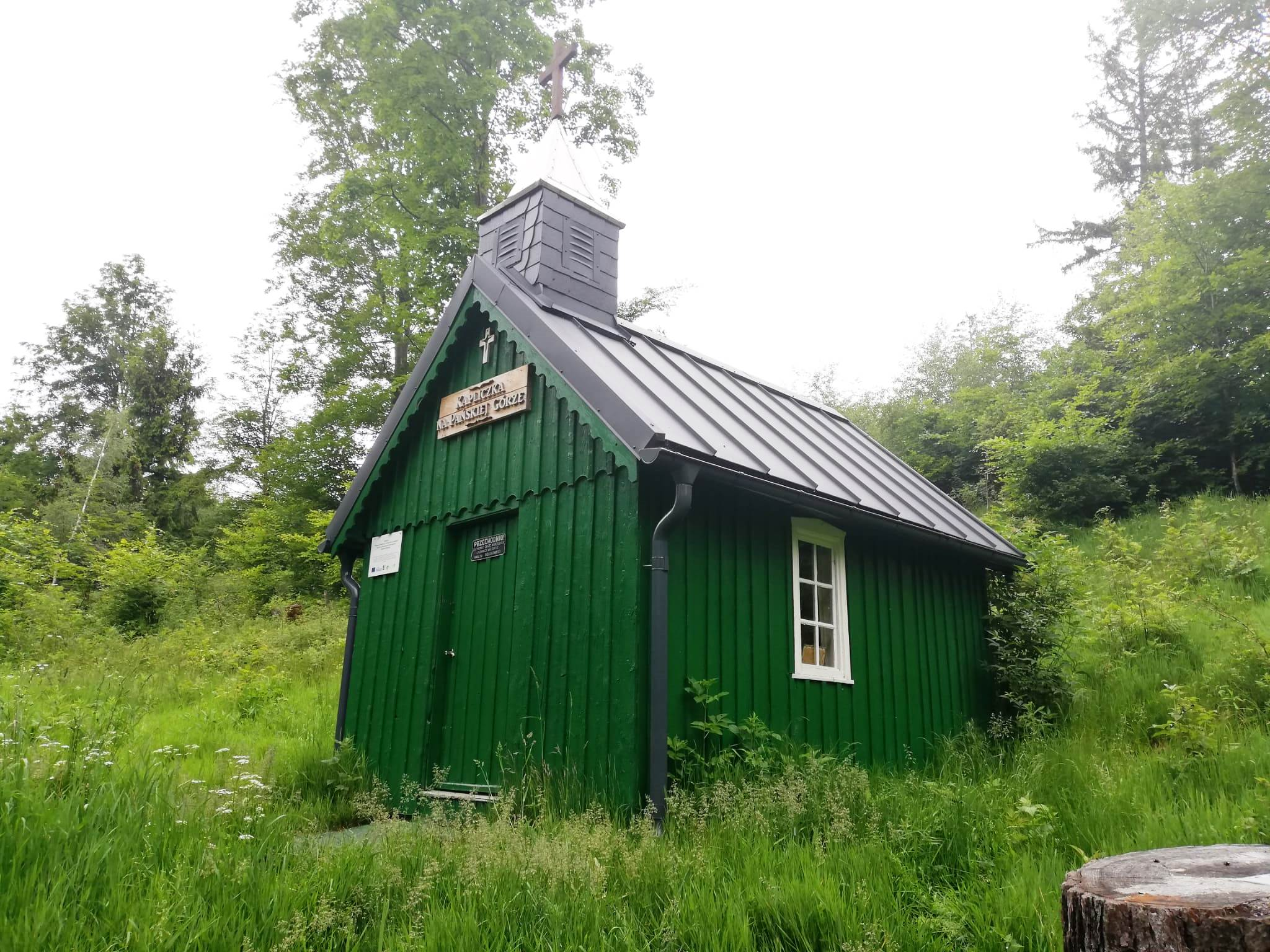
Kapliczka na Pańskiej Górze

Północno-zachodnie zbocza porośnięte lasem, pozostałe odsłonięte.

Na południowo-zachodnim zboczu znajduje się kapliczka Matki Bożej Nieustającej Pomocy.